# Blaugrüne Baumwanze

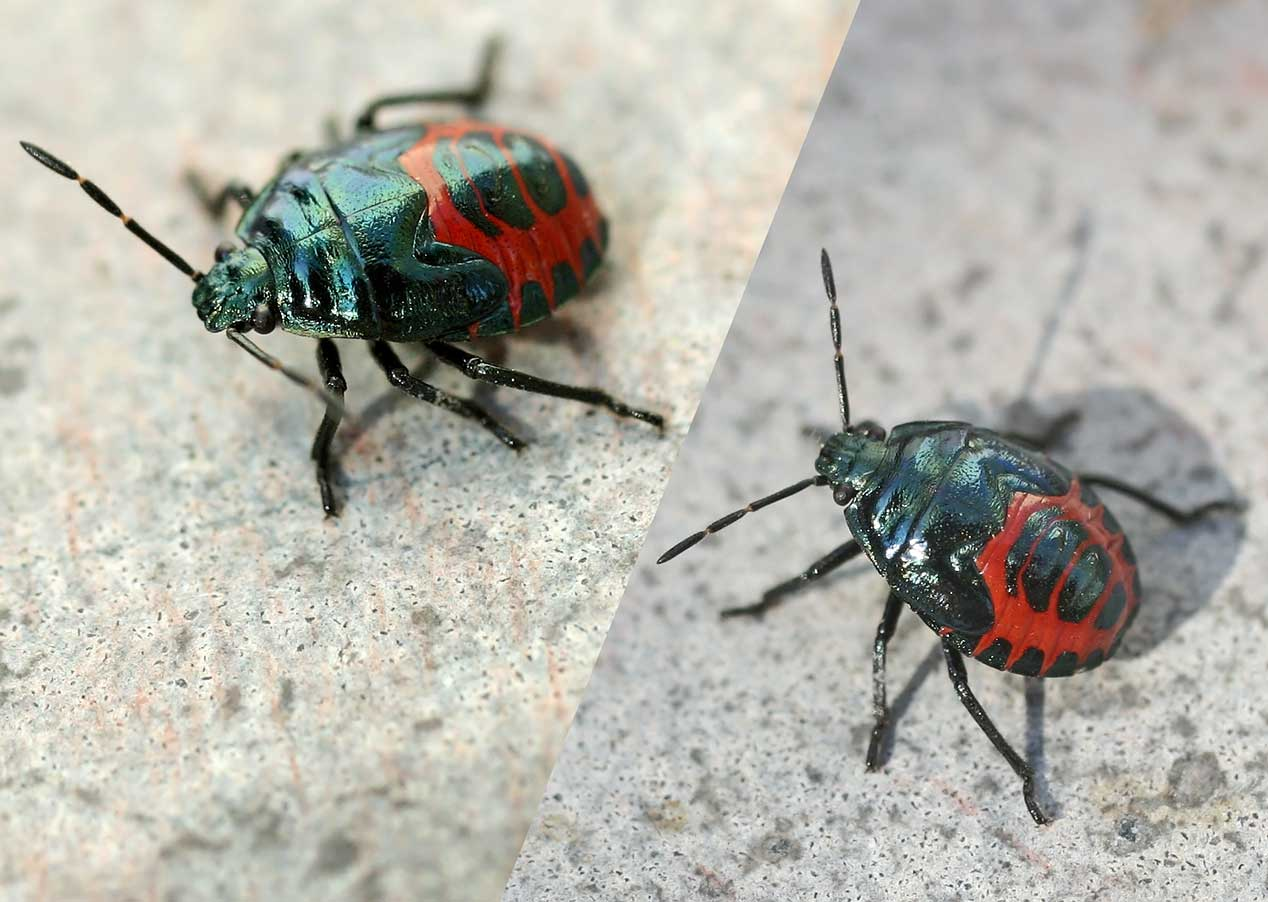
Zwei Nymphen von Zicrona caerulea

Die Blaugrüne Baumwanze (Zicrona caerulea) ist eine Wanzenart aus der Familie der Baumwanzen (Pentatomidae).

## Merkmale
Die kleinen blaugrün metallisch gefärbten Wanzen werden 5–8 mm lang, für Nordamerika werden 7 bis 9 Millimeter angegeben. Abhängig vom Lichteinfall können sie auch violett schimmern. Die Membran ist dunkel. Die Femora der vorderen Beine weisen im Gegensatz zu ähnlichen Wanzenarten keine Dornen auf. Der relativ dicke Saugrüssel erreicht die Hinterhüften, sein zweites Segment ist das längste, aber kürzer als das dritte und vierte zusammen. Die Seitenecken des Halsschilds sind nicht vorstehend oder verlängert. Das erste Hinterleibssegment trägt auf der Bauchseite keinen Dorn. Das siebte Hinterleibstergit ist nach hinten verlängert, es überragt die Begattungsorgane des Männchens. 
Die Nymphen besitzen einen roten Hinterleib, der eine schwarze Musterung aufweist.

## Vorkommen und Lebensraum
Zicrona caerulea ist in weiten Teilen Eurasiens sowie in Nordamerika vertreten. Sie kommen in ganz Europa, Nordafrika, Vorder-, Zentral- und Ostasien, östlich bis Japan und Korea, südlich bis Java vor. In Nordamerika leben sie in den USA und in Kanada, südlich bis Texas. Man findet die Wanzenart häufig an Waldrändern, in Heide- und Moorgebieten.
Die Wanzen halten sich meist in der unteren Vegetationsschicht auf.

## Lebensweise
Die Wanzen ernähren sich sowohl pflanzlich als auch räuberisch von Insekten. Zu ihren Beutetieren zählen Blattkäfer und Schmetterlingsraupen, insbesondere Flohkäfer der Gattung Altica und deren Larven. Es wurde die Theorie aufgestellt, dass die blaumetallische Farbe der Wanzenart als Mimikry evolviert sei, da die ebenfalls blaumetallischen Käfer von Vögeln, wegen ihres Sprungvermögens, selten attackiert werden. Die flugfähigen Wanzen fliegen nur selten.
Zicrona caerulea bildet eine Generation pro Jahr.
Die Wanzenart überwintert als Imago. Es gibt fünf Nymphenstadien. Ab Juli sind die neu entwickelten Imagines zu beobachten.

## Taxonomie
Die Art wurde von Linné als Cimex caeruleus erstbeschrieben. Sie ist Typusart der Gattung Zicrona Amyot & Serville 1843 durch nachträgliche Festlegung durch Kirkaldy 1903. Synonyme sind Pentatoma caeruleum Tigny 1802, Asopus caeruleus Burmeister 1835, Pentatoma concinna Westwood 1837, Pentatoma violacea Westwood 1837, Stiretrus caeruleus Blanchard 1840, Zicrona illustris Amyot & Serville 1843, Zicrona cuprea Dallas 1851. Die Gattung Zicrona umfasst zwei weitere Arten, Zicrona hisarensis Chopra & Sucheta 1984 aus Indien und Zicrona americana Thomas, 1992 aus den südlichen USA und Mexiko. Zahlreiche weitere Arten werden heute anderen Gattungen zugerechnet. In Europa ist es die einzige Art der Gattung, sie ist hier unverwechselbar.

## Etymologie
Die Artbezeichnung caerulea leitet sich aus dem Lateinischen ab: caerulea = „blau“, „bläulich“, „himmelblau“ oder „dunkelblau“. Der Name bezieht sich auf die arttypische Färbung der Wanzen.